# Neoneura angelensis
Neoneura angelensis – gatunek ważki z rodziny łątkowatych (Coenagrionidae).